# El rock de mi pueblo
El rock de mi pueblo es el título del 11°. álbum de estudio grabado por el cantautor colombiano Carlos Vives. Fue lanzado al mercado por la empresa discográfica Sonolux en Colombia y por EMI Latin en el resto del mundo el 31 de agosto de 2004. El álbum El rock de mi pueblo fue producido por Emilio Estefan, Jr., co-producido por Sebastián Krys, Andrés Castro y por el propio artista.

## Reseña
El disco fue grabado por Vives y su banda La Provincia entre agosto y diciembre de 2003 en Hit Factory Studios en Miami, la preproducción del disco se realizó en entre Miami y Bogotá ambas ciudades donde Vives residía en el momento.
Para Empezar a promocionar el álbum, Vives lanzó la canción "Como tú" como primer sencillo el 26 de abril de 2004, el sencillo se ubicó en el puesto 1 del Billboard Latin Songs permaneciendo en el chart por 18 semanas, también se ubico en el puesto 2 del Latin Pop Airplay permaneciendo por 21 semanas en el chart. Su video musical fue estrenado un mes después, y se mantuvo como el único sencillo del disco hasta su lanzamiento 
El rock de mi pueblo fue lanzado al mercado el 31 de agosto de 2004 con 12 nuevas canciones de la autoría del mismo Vives mostrando un nuevo sonido en el que se destaca la guitarra eléctrica, el álbum se ubicó en el puesto 192 del Billboard 200 siendo junto a Corazón Profundo el único álbum de la discografía de Vives en alcanzar este top, también logro posicionarse en el puesto 4 en el Latin Albums Chart de Billboard y en el número 2 en Tropical Albums chart respectivamente.
El 8 de noviembre de 2004 Vives lanzó el segundo sencillo titulado "Voy a olvidarme de mí" ubicándose en el puesto 10 del Billboard Hot Latin Songs permaneciendo en el chart por 14 semanas, también se ubicó en el puesto 9 del Billboard Latin Pop Airplay permaneciendo en chart 16 semanas, el sencillo avanzó más posiciones logrando alcanzar el puesto número 8 en el Billboard Tropical Airplay permaneciendo en el chart por 10 semanas. Junto a este single fue lanzado un video que fue transmitido en los principales canales de música convirtiéndose en una de las canciones más recordadas no solo del álbum, si no de la carrera de Vives. 
Para seguir promocionando el disco, Vives se asoció con la marca Movistar que en 2005 fue lanzada en Colombia, con la cual realizó conciertos en varias ciudades del país, como Bogotá, Cali entre otras. Para esta campaña se utilizó la canción "La Llamada" que venía precargada en los teléfonos vendidos por la marca que soportaban archivos multimedia, también fue incluida como ringtone con adaptación de la letra nombrando a Movistar dentro del tema musical.
El 6 de junio de 2005 el álbum fue certificado por la RIIA con Disco de Oro y Disco de Platino por más de 100 000 copias vendidas.
Para continuar promocionando el álbum Vives lanzó el tercer sencillo titulado "La maravilla" una canción que describe a una mujer de la cual el protagonista se encuentra enamorado, pero esta no le corresponde.
A inicios de julio de 2005 lanzó el cuarto sencillo titulado "La fuerza del amor" en la cual habla del poder que tiene el amor en nuestras vidas, haciendo homenaje al piloto Colombiano Juan Pablo Montoya.
Este álbum fue nominado a los Premios Grammy Latinos resultando ganador en la categoría "Mejor Álbum Tropical Contemporáneo".  La canción «Cómo tú» también estuvo nominada en la categoría "Mejor Canción Tropical" en la 6°. edición anual de los Premios Grammy Latinos celebrada el jueves 3 de noviembre de 2005.

## El Rock de mi pueblo Tour
En apoyo del disco Vives inició una gira llamada El Rock De Mi Pueblo Tour entre mediados de 2005 y comienzos de 2006 iniciando el 13 de agosto en el American Airlines Arena de Miami, para finalizar el 18 de marzo de  2006 en el Estadio Modelo de Guayaquil en Ecuador.
- - Conciertos

1. Agosto 6  - Caribe Fest - Roathan Island (Hounduras)
2. Agosto 13  - American Airlines Arena, Miami 
3. Agosto 21  - UCF Arena, Orlando
4. Agosto 24  - J.S. Dorton Arena, Raleight
5. Agosto 25  - Opera Theatre - Detroit
6. Agosto 26  - Patriot Center - Washington
7. Agosto 27  - Madison Square Garden - New York
8. Agosto 28  - Agganis Arena - Boston
9. Septiembre 02  - Rexall Center - Toronto
10. Septiembre 07 - House Of Blues - Las Vegas
11. Septiembre 10 - Opera Air Theatre - San Diego
12. Septiembre 11 - Universal Amphitheatre - Los Angeles
13. Septiembre 14 - Escapade - Dallas
14. Septiembre 15 - Planet Bar Rio - Houston
15. Septiembre 16 - Sunset Station - San Antonio
16. Septiembre 17 - House Of Blues - New Orleans (Cancelado)
17. Septiembre 20 - Detroit Opera House - Detroit
18. Septiembre 23 - Taj Mahal - Atlantic City
19. Septiembre 24 - Chicago Theatre - Chicago
20. Octubre 01 - Coliseo Jose Miguel Algrerot - Puerto Rico
21. Octubre 05 - Fragali Convention Center - Panamá
22. Octubre 06 - Guatemala
23. Octubre 08 - Feria Internacional - El Salvador
24. Octubre 15 - Raikuira Resort - Paraguay
25. Octubre 21 - Bolivia - Santa Cruz 
26. Noviembre 5 - Estadio Monumental De Lima - Perú
27. Noviembre 20 - Caracas - Venezuela
28. Diciembre 01 - Quito - Ecuador
29. Diciembre 3 - Cuenca - Ecuador
30.  Diciembre 7 - Cuenca - Ecuador
31. Diciembre 16 - Estadio El Campín - Colombia
32. Diciembre 27 - Feria De Cali - Colombia
33. Diciembre 30 - Cartagena - Colombia
- - 2006

1. Enero 07 - Feria De Manizales - Colombia
2. Marzo 07 - Ambato - Ecuador
3. Marzo 16 - Quito - Ecuador
4. Marzo 18 - Estadio Modelo De Guayaquil - Ecuador

## Lista de canciones
- Todas las canciones escritas y compuestas por Carlos Vives, excepto donde se indica.

| El rock de mi pueblo |                                    |                                |          |  |
| N.º                  | Título                             | Escritor(es)                   | Duración |  |
| 1.                   | «Como tú»                          | Carlos Vives                   | 3:22     |  |
| 2.                   | «La maravilla»                     | Carlos Vives                   | 3:39     |  |
| 3.                   | «Maleta de sueños»                 | Carlos Vives                   | 3:31     |  |
| 4.                   | «La fuerza del amor»               | Carlos Vives                   | 3:24     |  |
| 5.                   | «Qué tiene la noche»               | Carlos Vives                   | 3:54     |  |
| 6.                   | «Voy a olvidarme de mí»            | Carlos Vives                   | 3:35     |  |
| 7.                   | «La llamada»                       | Egidio Cuadrado · Carlos Vives | 3:38     |  |
| 8.                   | «Santa Marta-Kingston-New Orleans» | Carlos Vives                   | 3:50     |  |
| 9.                   | «La princesa y el soldado»         | Carlos Vives                   | 4:44     |  |
| 10.                  | «Gallito de caramelo»              | Carlos Vives                   | 3:35     |  |
| 11.                  | «El rock de mi pueblo»             | Carlos Vives                   | 3:58     |  |
| 12.                  | «El duro - el original»            | Carlos Vives                   | 1:07     |  |
| 42:15                |                                    |                                |          |  |

## Créditos
Músicos
- Carlos Vives - Voz, coros, armónica
- Archie Peña - Percusión, congas, batería, redoblante
- Andrés Castro - Guitarra acústica, guitarra eléctrica, coros
- Mayte Montero - Gaita, maracas, Guache
- Egidio Cuadrado - Acordeón, Coros
- Ramón Benítez - Redoblante
- Sebastián Krys - Coros
- Carlos Huertas - Coros
- Pablo Bernal - Batería
- Tedoy Mullet - Trompeta, trombón
- Carlos Iván Medina - Coros
- Luis Ángel Pastor - Bajo, bajo de seis cuerdas
- Shango Delli - Piano y teclados
- Julio Sánchez Cristo - Animación «Qué tiene la noche»

Producción
- Emilio Estefan Jr. - Producción
- Sebastián Krys - Producción
- Andrés Castro - Producción
- Carlos Vives - Producción, arreglos
- Scott Canto - Ingeniero
- Mike Couzzi - Ingeniero
- Bob Ludwing - Masterización
- Kevin Dillon - Logística
- Mayte Montero - Arreglos
- Lucho Correa - Diseño Gráfico
- Egidio Cuadrado[3] - Arreglos
- José A. Maldonado - Logística
- Seteve Menezes - Coordinador de Estudio
- Tevor Fletcher - Coordinador de Estudio

### Listas
| Lista (2004)       | Mejor posición |
| ------------------ | -------------- |
| US Billboard 200   | 192            |
| US Latin Albums    | 4              |
| US Tropical Albums | 2              |

## Certificaciones y ventas
| País           | Organismo Certificador | Certificación | Ventas  | Ref.  |
| -------------- | ---------------------- | ------------- | ------- | ----- |
| Estados Unidos | RIAA                   | Platino       | 100.000 | [ 7 ] |